# 101 (nombre)
« Cent un » redirige ici.  Pour les autres significations, voir 101 (homonymie).
Le nombre 101 (cent-un ou cent un) est l'entier naturel qui suit 100 et qui précède 102.

## En mathématiques
Le nombre 101 est :
- Le 26e nombre premier. Il forme, avec 103, un couple de nombres premiers jumeaux.
- Le 21e nombre premier non brésilien (le suivant est 103).
- un nombre premier cousin avec 97.
- un nombre premier sexy avec 107.
- Un nombre palindrome, pouvant se lire aussi bien de gauche à droite que de droite à gauche.
- Un nombre premier unique : la période de l'expansion décimale de 1/101 est de 4 (0, 0099 0099 0099…) et c'est le seul nombre premier dans ce cas.
- La somme de cinq nombres premiers consécutifs : 13 + 17 + 19 + 23 + 29 = 101.
- Un nombre décagonal centré.

## Dans d'autres domaines
Le nombre 101 est aussi :
- Le numéro atomique du mendélévium, un actinide.
- le numéro de la sourate Al-Qaria dans le Coran.
- Le nombre des 101 dalmatiens.
- Le numéro de la galaxie spirale M101 dans le catalogue Messier.
- Le numéro de la « chambre 101 » dans le roman 1984 de George Orwell.
- Le numéro d'appel d'urgence de la police en Belgique.
- Le numéro du colorant alimentaire E101 (jaune) appelé riboflavine (vitamine B2).
- Dans le vocabulaire anglophone nord-américain familier, une façon de désigner un cours universitaire introductif à une matière donnée, ou la base fondamentale à savoir sur un sujet donné, équivalente au "B-A-ba".
- 101, avenue Henri-Martin est un roman de Régine Deforges paru en 1983, second volet de l’œuvre commencée avec La Bicyclette bleue.
- La tour Taipei 101 à Taipei, Taïwan.
- Numéro de la chambre de Néo dans Matrix (film).
- L'écriture binaire du nombre 5.
- Anges 101, livre sur les anges, de Doreen Virtue (en).
- 101 est le nombre de départements Français.
- 101 est une marque de skateboard créée par Natas Kaupas.
- Crime 101, film américain de Bart Layton prévu en 2025.